# Grecja na Letnich Igrzyskach Olimpijskich 1920
Grecja na Letnich Igrzyskach Olimpijskich 1920 w Antwerpii była reprezentowana przez 47 zawodników.

## Zdobyte medale
| Medal  | Zawodnik                                                                                             | Dyscyplina  | Konkurencja                      |
| ------ | --- | ----------- | -------------------------------- |
| Srebro | Georgios Moraitinis Iason Sappas Aleksandros Teofilakis Joanis Teofilakis Alexandros Vrasivanopoulos | Strzelectwo | Pistolet wojskowy 30 m drużynowo |

## Skład kadry

### Lekkoatletyka
Konkurencje biegowe
| Konkurencja        | Zawodnik                | Eliminacje | Eliminacje | Ćwierćfinał   | Ćwierćfinał   | Półfinał           | Półfinał           | Finał              | Finał              |
| Konkurencja        | Zawodnik                | Wynik      | Miejsce    | Wynik         | Miejsce       | Wynik              | Miejsce            | Wynik              | Miejsce            |
| ------------------ | ----------------------- | ---------- | ---------- | ------------- | ------------- | ------------------ | ------------------ | ------------------ | ------------------ |
| 100 m              | Dimitrios Karambatis    | b.d        | 4.         | Nie awansował | Nie awansował | Nie awansował      | Nie awansował      | Nie awansował      | Nie awansował      |
| 200 m              | Dimitrios Karambatis    | 24,2       | 3.         | Nie awansował | Nie awansował | Nie awansował      | Nie awansował      | Nie awansował      | Nie awansował      |
| 5000 m             | Panagiotis Retelas      |            |            |               |               | Nie ukończył biegu | Nie ukończył biegu | Nie awansował      | Nie awansował      |
| 5000 m             | Alexandros Kranis       |            |            |               |               | b.d                | 6.                 | Nie awansował      | Nie awansował      |
| 10 000 m           | Alexandros Kranis       |            |            |               |               | b.d                | 7.                 | Nie awansował      | Nie awansował      |
| 110 m przez płotki | Dimitrios Andronidas    |            |            | b.d           | 5.            | Nie awansował      | Nie awansował      | Nie awansował      | Nie awansował      |
| maraton            | Iraklis Sakellaropoulos |            |            |               |               |                    |                    | 3:14:25,0          | 32.                |
| maraton            | Panagiotis Trivoulidas  |            |            |               |               |                    |                    | Nie ukończył biegu | Nie ukończył biegu |
| bieg przełajowy    | Alexandros Kranis       |            |            |               |               |                    |                    | b.d                | 38.                |
| bieg przełajowy    | Panagiotis Trivoulidas  |            |            |               |               |                    |                    | b.d                | 39.                |

Konkurencje techniczne
| Konkurencja | Zawodnik             | Eliminacje | Eliminacje | Finał         | Finał         |
| Konkurencja | Zawodnik             | Wynik      | Miejsce    | Wynik         | Miejsce       |
| ----------- | -------------------- | ---------- | ---------- | ------------- | ------------- |
| trójskok    | Menelaos Ponireas    | 12,60      | 18.        | Nie awansował | Nie awansował |
| skok wzwyż  | Dimitrios Andronidas | 1,65       | 16.        | Nie awansował | Nie awansował |

| Zawodnik              | Konkurencje   | Konkurencje                | Wyniki             | Punkty                   | Miejsce                  |
| --------------------- | ------------- | -------------------------- | ------------------ | ------------------------ | ------------------------ |
| Konstantinos Roubesis | pięciobój     | skok w dal                 | 5,89               | 15                       | 15.                      |
| Konstantinos Roubesis | pięciobój     | rzut oszczepem             | 30,25              | 17                       | 17.                      |
| Konstantinos Roubesis | pięciobój     | Bieg na 200 m              | 25,8               | 16                       | 16.                      |
| Konstantinos Roubesis | pięciobój     | rzut dyskiem               | –                  | –                        | –                        |
| Konstantinos Roubesis | pięciobój     | Bieg na 1500 m             | –                  | –                        | –                        |
| Konstantinos Roubesis | pięciobój     | Finał                      |                    | 48                       | 16.                      |
| Dimitrios Andromidas  | pięciobój     | skok w dal                 | 5,655              | 17                       | 17.                      |
| Dimitrios Andromidas  | pięciobój     | rzut oszczepem             | 24,11              | 18                       | 18.                      |
| Dimitrios Andromidas  | pięciobój     | Bieg na 200 m              | 29,0               | 17                       | 17.                      |
| Dimitrios Andromidas  | pięciobój     | rzut dyskiem               | –                  | –                        | –                        |
| Dimitrios Andromidas  | pięciobój     | Bieg na 1500 m             | -                  | -                        | -                        |
| Dimitrios Andromidas  | pięciobój     | Finał                      |                    | 52                       | 17.                      |
| Dimitrios Andromidas  | dziesięciobój | bieg 100 m                 | 12,6               | 524,0                    | 21.                      |
| Dimitrios Andromidas  | dziesięciobój | skok w dal                 | 5,52               | 490,40                   | 22.                      |
| Dimitrios Andromidas  | dziesięciobój | pchnięcie kulą             | 9,92               | 458                      | 20.                      |
| Dimitrios Andromidas  | dziesięciobój | skok wzwyż                 | 1,55               | 468                      | 15.                      |
| Dimitrios Andromidas  | dziesięciobój | bieg 400 m                 | Nie ukończył biegu | Nie ukończył biegu       | Nie ukończył biegu       |
| Dimitrios Andromidas  | dziesięciobój | rzut dyskiem               | –                  | –                        | –                        |
| Dimitrios Andromidas  | dziesięciobój | bieg na 110 m przez płotki | –                  | –                        | –                        |
| Dimitrios Andromidas  | dziesięciobój | skok o tyczce              | –                  | –                        | –                        |
| Dimitrios Andromidas  | dziesięciobój | rzut oszczepem             | –                  | –                        | –                        |
| Dimitrios Andromidas  | dziesięciobój | bieg na 1500 m             | –                  | –                        | –                        |
| Dimitrios Andromidas  | dziesięciobój | Finał                      |                    | Nie ukończył konkurencji | Nie ukończył konkurencji |
| Apostolos Nikolaidis  | dziesięciobój | bieg 100 m                 | 12,8               | 476,4                    | 23.                      |
| Apostolos Nikolaidis  | dziesięciobój | skok w dal                 | 5,445              | 472,025                  | 23.                      |
| Apostolos Nikolaidis  | dziesięciobój | pchnięcie kulą             | 11,39              | 605                      | 6.                       |
| Apostolos Nikolaidis  | dziesięciobój | skok wzwyż                 | 1,65               | 608                      | 4.                       |
| Apostolos Nikolaidis  | dziesięciobój | bieg 400 m                 | Nie ukończył biegu | Nie ukończył biegu       | Nie ukończył biegu       |
| Apostolos Nikolaidis  | dziesięciobój | rzut dyskiem               | –                  | –                        | –                        |
| Apostolos Nikolaidis  | dziesięciobój | bieg na 110 m przez płotki | –                  | –                        | –                        |
| Apostolos Nikolaidis  | dziesięciobój | skok o tyczce              | –                  | –                        | –                        |
| Apostolos Nikolaidis  | dziesięciobój | rzut oszczepem             | –                  | –                        | –                        |
| Apostolos Nikolaidis  | dziesięciobój | bieg na 1500 m             | –                  | –                        | –                        |
| Apostolos Nikolaidis  | dziesięciobój | Finał                      |                    | Nie ukończył konkurencji | Nie ukończył konkurencji |

### Piłka nożna
Reprezentacja mężczyzn
| - Antonios Fotiadis - Nikolaos Kaloudis - Agamemnon Gilis - Dimitrios Gotis - Apostolos Nikolaidis - Khristos Peppas |  | - Theodoros Nikolaidis - Ioannis Andrianopoulos - Georgios Khatziandreou - Theodoros Dimitriou - Georgios Kalafatis |

### Turniej główny
Pierwsza runda
| 28 sierpnia 1920 | Szwecja | 9:06:0 | Grecja | Olympisch Stadion,Antwerpia |
|                  |         |        |        |                             |

Reprezentacja Grecji została sklasyfikowana na 8. miejscu.

### Piłka wodna
- Reprezentacja mężczyzn

| - Pantelis Psykhas - Andreas Asimakopoulos - Georgios Pilavakhis - Konstantinos Nikolopoulos - Mikes Tsamis |  | - Aristidis Rousias - Savvas Mavridis - Dionysios Vasilopoulo - Nikolaos Baltatzis-Mavrokordatos |

#### Ćwierćfinał
| 24 sierpnia 1920 | Stany Zjednoczone | 7:0 | Grecja |  |
|                  |                   |     |        |  |

#### Ćwierćfinał o brązowy medal
| 25 sierpnia 1920 | Grecja | 5:1 | Włochy |  |
|                  |        |     |        |  |

#### Półfinał o brązowy medal
| 26 sierpnia 1920 | Stany Zjednoczone | 7:0 | Grecja |  |
|                  |                   |     |        |  |

Ostatecznie reprezentacja Grecji została sklasyfikowana na 4. miejscu.

### Podnoszenie ciężarów
| Konkurencja | Zawodnik          | Wynik | Pozycja |
| ----------- | ----------------- | ----- | ------- |
| waga lekka  | Evangelos Menexis | 205   | 10.     |

### Strzelectwo
| Konkurencja                                  | Zawodnik                                                                                                 | Finał | Finał   |
| Konkurencja                                  | Zawodnik                                                                                                 | Wynik | Pozycja |
| -------------------------------------------- | --- | ----- | ------- |
| pistolet dowolny indywidualnie               | Iason Sappas                                                                                             | 464   | 8.      |
| pistolet dowolny indywidualnie               | Joanis Teofilakis                                                                                        | 462   | 10.     |
| pistolet wojskowy drużynowo                  | Alexandros Vrasivanopoulos Georgios Moraitinis Iason Sappas Aleksandros Teofilakis Joanis Teofilakis     | 1285  | srebro  |
| pistolet dowolny drużynowo                   | Iason Sappas Joanis Teofilakis Aleksandros Teofilakis Georgios Moraitinis Alexandros Vrasivanopoulos     | 2240  | 4.      |
| karabin małokalibrowy stojąc 50 m            | Andreas Vichos                                                                                           | b.d   | b.d.    |
| karabin małokalibrowy stojąc 50 m            | Joanis Teofilakis                                                                                        | b.d   | b.d     |
| karabin małokalibrowy stojąc 50 m            | Konstantinos Kephalas                                                                                    | b.d   | b.d     |
| karabin małokalibrowy stojąc 50 m            | Vassilios Xylinakis                                                                                      | b.d   | b.d     |
| karabin małokalibrowy stojąc 50 m            | Emmanuel Peristerakis                                                                                    | b.d   | b.d     |
| karabin małokalibrowy 50 m stojąc drużynowo  | Andreas Vichos Joanis Teofilakis Konstantinos Kephalas Vassilios Xylinakis Emmanuel Peristerakis         | 1727  | 10.     |
| karabin dowolny 3 pozycje                    | Aleksandros Thofilakis                                                                                   | b.d   | b.d     |
| karabin dowolny 3 pozycje                    | Alexandros Vrasivanopoulos                                                                               | b.d   | b.d     |
| karabin dowolny 3 pozycje                    | Georgios Moraitinis                                                                                      | b.d   | b.d     |
| karabin dowolny 3 pozycje                    | Iason Sappas                                                                                             | b.d   | b.d     |
| karabin dowolny 3 pozycje                    | Joanis Teofilakis                                                                                        | b.d   | b.d.    |
| karabin dowolny 3 pozycje drużynowo          | Alexandros Vrasivanopoulos Aleksandros Teofilakis Joanis Teofilakis Georgios Moraitinis Iason Sappas     | 3910  | 13.     |
| karabin wojskowy leżąc 300 m drużynowo       | Andreas Vichos Joanis Teofilakis Aleksandros Teofilakis Konstantinos Kephalas Emmanuel Peristerakis      | 270   | 11.     |
| karabin wojskowy stojąc 300 m drużynowo      | Andreas Vichos Joanis Teofilakis Konstantinos Kephalas Vassilios Xylinakis Emmanuel Peristerakis         | 209   | 13.     |
| karabin wojskowy leżąc 600 m drużynowo       | Andreas Vichos Joanis Teofilakis Aleksandros Teofilakis Konstantinos Kephalas Emmanuel Peristerakis      | 270   | 7.      |
| karabin wojskowy leżąc 300 i 600 m drużynowo | Joanis Teofilakis Aleksandros Teofilakis Konstantinos Kephalas Vassilios Xylinakis Emmanuel Peristerakis | 553   | 7.      |

### Szermierka
| Konkurencja          | Zawodnik           | 1 runda | 1 runda | Ćwierćfinał | Ćwierćfinał   | Półfinały     | Półfinały     | Finał         | Finał         | Pozycja       |
| Konkurencja          | Zawodnik           | Przeciwnik | Wynik   | Przeciwnik | Wynik         | Przeciwnik    | Wynik         | Przeciwnik    | Wynik         | Pozycja       |
| -------------------- | ------------------ | --- | ------- | --- | ------------- | ------------- | ------------- | ------------- | ------------- | ------------- |
| szpada indywidualnie | S. Antonidas       | Félix Goblet d’Alviella João Sassetti Jan Černohorský Gustaf Lindblom Roger Ducret John Blake Willem van Blijenburgh Ivan Osiier Paolo Thaon |         | João Sassetti António Mascarenhas Roger Ducret Ernest Gevers Maurice Dewee Giovanni Canova William Russell Ewangelos Skotidas Aage Berntsen Gustave Buchard Jan van der Wiel |               | Nie awansował | Nie awansował | Nie awansował | Nie awansował | Nie awansował |
| szpada indywidualnie | Ewangelos Skotidas | Jan van der Wiel António Mascarenhas Frédéric Fitting Maurice Dewee Roland Willoughby Kay Schrøder Bertil Uggla                              |         | João Sassetti António Mascarenhas Roger Ducret Ernest Gevers Maurice Dewee Giovanni Canova William Russell Gustave Buchard Aage Berntsen S. Antonidas Jan van der Wiel       |               | Nie awansował | Nie awansował | Nie awansował | Nie awansował | Nie awansował |
| szpada indywidualnie | Wasilios Zarkadis  | Nils Hellsten Rui Mayer Joseph De Craecker Otakar Švorčík Eugène Empeyta Martin Holt Georg Hegner Alexandre Lippmann                         |         | Nie awansował | Nie awansował | Nie awansował | Nie awansował | Nie awansował | Nie awansował | Nie awansował |
| szabla indywidualnie | Ewangelos Skotidas | |         | Léon Tom Francesco Gargano Giulio Rusconi Joseph Parker Zdeněk Vávra Félix Vigeveno Arthur Lyon Jean Margraff Alfred Martin                                                  |               | Nie awansował | Nie awansował | Nie awansował | Nie awansował | Nie awansował |
| szabla indywidualnie | Wasilios Zarkadis  | |         | Jan van der Wiel Robert Hennet Giorgio Santelli Herbert Huntingdon Jean Servent Jaroslav Šourek Roscoe Bowman Frederick Cunningham                                           |               | Nie awansował | Nie awansował | Nie awansował | Nie awansował | Nie awansował |

### Tenis ziemny
| Konkurencja | Zawodnik             | 1 runda          | 2 runda                                | 3 runda          | Ćwierćfinały     | Półfinały        | Finał            | Miejsce |
| Konkurencja | Zawodnik             | Przeciwnik Wynik | Przeciwnik Wynik                       | Przeciwnik Wynik | Przeciwnik Wynik | Przeciwnik Wynik | Przeciwnik Wynik | Miejsce |
| ----------- | -------------------- | ---------------- | -------------------------------------- | ---------------- | ---------------- | ---------------- | ---------------- | ------- |
| Singiel (m) | Athanasios Zerlentis |                  | Gordon Lowe P 1:3 (12:14,10:8,5:7,4:6) | Nie awansował    | Nie awansował    | Nie awansował    | Nie awansował    | 17.     |

### Zapasy
| Konkurencja                  | Zawodnik          | 1/16 finału           | 1/8 finału           | Ćwierćfinał      | Półfinał         | Finał            | Miejsce       |
| Konkurencja                  | Zawodnik          | Przeciwnik Wynik      | Przeciwnik Wynik     | Przeciwnik Wynik | Przeciwnik Wynik | Przeciwnik Wynik | Miejsce       |
| ---------------------------- | ----------------- | --------------------- | -------------------- | ---------------- | ---------------- | ---------------- | ------------- |
| styl klasyczny waga piórkowa | Joanis Dialetis   | Adrian Brian p        | Nie awansował        | Nie awansował    | Nie awansował    | Nie awansował    | Nie awansował |
| styl klasyczny waga lekka    | Wasilios Pawlidis | Charles Frisenfeldt p | Nie awansował        | Nie awansował    | Nie awansował    | Nie awansował    | Nie awansował |
| styl klasyczny waga lekka    | Wasilios Wujukos  |                       | George Metropoulos p | Nie awansował    | Nie awansował    | Nie awansował    | Nie awansował |
| styl klasyczny waga średnia  | Sotirios Notaris  | Mihkel Müller W       | Einar Stensrud p     | Nie awansował    | Nie awansował    | Nie awansował    | Nie awansował |
| styl klasyczny waga ciężka   | Dimitrios Wergos  |                       | Jaap Sjouwerman p    | Nie awansował    | Nie awansował    | Nie awansował    | Nie awansował |
| styl wolny waga piórkowa     | Joanis Dialetis   |                       | Charles Ackerly p    | Nie awansował    | Nie awansował    | Nie awansował    | 9.            |
| styl wolny waga średnia      | Dimitrios Wergos  | wolny los             | Otto Borgström p     | Nie awansował    | Nie awansował    | Nie awansował    | 9.            |